# リンボーダンス

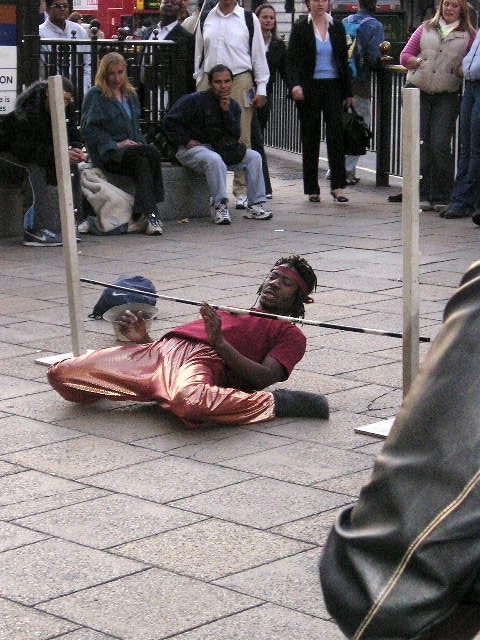
ロンドンの路上で踊るリンボーダンサー。棒にも地面にも触れないまま、体をそらせて棒の下をくぐりぬける

リンボーダンス（リンボー、Limbo）は、西インド諸島のトリニダード島に起源を持つダンス。そのユーモラスさや、新奇さから世界中に広まった。

## 概要
ダンサーはカリブの音楽（カリプソなど）にのって踊り、そのまま上体を後ろへ大きくそらし、水平に渡された棒を触れないようにしながらくぐりぬける。棒に触れたり後ろへのけぞって倒れたりすれば「アウト」である。ダンサー数人が棒くぐりに成功すると、彼らは一列縦隊になり、棒は少しずつ地面近くに向けて低くされてゆく。この棒をダンサーの列が次々くぐり、棒や地面に触れた者は脱落し、最後に一人が残るまでダンスは続けられる。
近年では、カリブ海やその他の熱帯のリゾートで旅行者参加のイベントにおいて最初に雰囲気を盛上げ互いの名前などを覚えさせるきっかけにするため、リンボー大会が行われる。勝者となったダンサーには賞が贈られたりする。
リンボーの名の由来は、トリニダード島の英語方言から来ている。メリアム＝ウェブスター（Merriam-Webster）辞書によれば、英語の limber（体を柔軟にする）がジャマイカ英語などと同様に limba に変化し、「体を曲げる」という意味になったとされる。このダンスの起源は、奴隷貿易の時代に船上に人間がぎっしりと詰め込まれた過酷な状況から生まれたという俗説があるが、定かではない。